# Pásová brzda

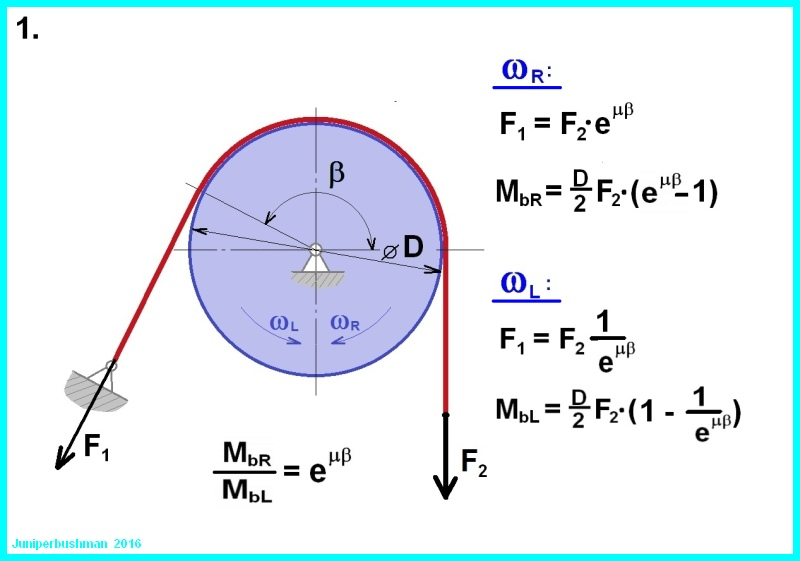
1. Jednoduchá pásová brzda. Porovnání účinku při různém směru otáčení

Pásová brzda je brzda, která sestává z pásu, jenž obepíná brzděné kolo či buben a vyvolává tak tření, čímž kolu buď zcela brání v otáčení (statická brzda), nebo je zpomaluje (dynamická brzda). Tato brzda se používá spíše u pevných zařízení – strojovny lanových drah, jeřáby, motorové pily, mnohých traktorů Zetor nebo u navijáků). Dříve se při umístění na kardanově hřídeli používala i jako parkovací brzda motorových vozidel.

## Princip

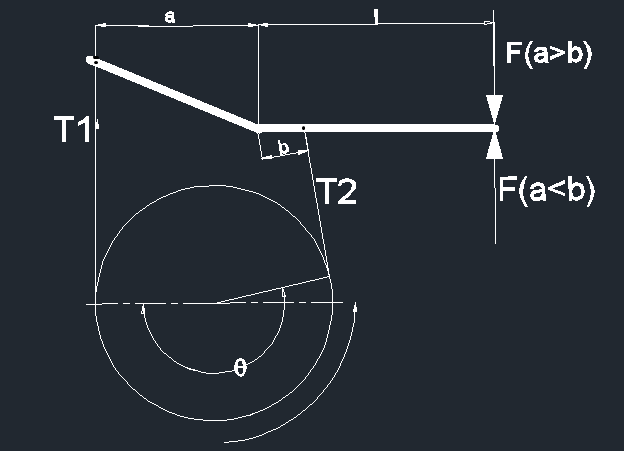
Schema diferenciální pásové brzdy

Pásová brzda funguje na principu vláknového tření. Její účinek tak lze popsat jako třecí sílu T působící na obvodu bubnu:
{\displaystyle T=F_{2}-F_{1}=F_{1}(e^{\mu \beta }-1)} , kde {\displaystyle e} je Eulerovo číslo, {\displaystyle \mu } je součinitel tření mezi pásem a kolem či bubnem a {\displaystyle \beta } je úhel opásání (v obloukové míře).
Při velkém {\displaystyle \mu \beta } je brzdění velmi účinné a vysokého účinku brzd lze dosáhnout pomocí nevelké síly, je však značně citlivé na změny v {\displaystyle \mu }. Například slabá vrstva rzi na bubnu může způsobit, že brzda bude škubat, voda může být příčinou jejího prokluzování a vzrůstající teplota při brzdění může zapříčinit slabý pokles součinitele tření, který však způsobí značný pokles účinnosti brzdy. Je-li pro pás použit materiál s nízkým {\displaystyle \mu }, vzroste síla potřebná k dosažení daného brzdného účinku, avšak některé materiály s nízkým {\displaystyle \mu } mají {\displaystyle \mu }, které je v rozsahu pracovních teplot stálejší.